# Höljes
Höljes är en småort i Norra Finnskoga distrikt i Torsby kommun i norra Värmland och kyrkby i Norra Finnskoga socken.
Höljes ligger vid riksväg 62, drygt tio mils väg norrut från Torsby och knappt tre mil från gränsen mot Norge. Norra Finnskoga kyrka ligger på orten.

## Historia
Den tidigaste gården i området som senare blev Norra Finnskoga socken är utan tvivel Höljes. Erik Fernows beskrivning över Värmland, Beskrifning öfwer Wermeland (1773 - 79), berättar att det bara fanns en invånare i norra Värmland under 1300-talet och han bodde i Höljes. Hans närmsta granne bodde 150 km ifrån honom i Gräs i Sunnemo. Gården som Fernow syftar på är troligen Gammalgården.
En annan nedtecknare menar att det långt i på 1500-talet endast fanns en by i Norra Finnskoga, och den var Höljes, belägen där Klarälven gör en holmprydd utvidgning som kallas Höljessjön.
År 1918 hade både Sydsvenska kreditaktiebolaget och Värmlands folkbank startat kontor i Finnskoga-Höljes, av vilka den senare ålades att dra in kontoret. År 1936 överlät Skånska banken kontoret till Wermlandsbanken. Kontoret drogs in senare under 1900-talet.

### Befolkningsutveckling
| Befolkningsutvecklingen i Höljes 1960–2015    | Befolkningsutvecklingen i Höljes 1960–2015 | Befolkningsutvecklingen i Höljes 1960–2015 | Befolkningsutvecklingen i Höljes 1960–2015 | Befolkningsutvecklingen i Höljes 1960–2015 |
| --------------------------------------------- | ------------------------------------------ | ------------------------------------------ | ------------------------------------------ | ------------------------------------------ |
|                                               |                                            |                                            |                                            |                                            |
| År                                            |                                            |                                            | Folkmängd                                  | Areal (ha)                                 |
| 1960                                          | 1960                                       |                                            | 494                                        |                                            |
| 1965                                          | 1965                                       |                                            | 275                                        |                                            |
| 1970                                          | 1970                                       |                                            | 308                                        |                                            |
| 1975                                          | 1975                                       |                                            | 322                                        |                                            |
| 1980                                          | 1980                                       |                                            | 295                                        |                                            |
| 1990                                          | 1990                                       |                                            | 245                                        | 68                                         |
| 1995                                          | 1995                                       |                                            | 212                                        | 68                                         |
| 2000                                          | 2000                                       |                                            | 188                                        | 74#                                        |
| 2005                                          | 2005                                       |                                            | 152                                        | 74#                                        |
| 2010                                          | 2010                                       |                                            | 143                                        | 74#                                        |
| 2015                                          | 2015                                       |                                            | 79                                         | 43#                                        |
| Anm.: Upphörde som tätort 2000. # Som småort. |                                            |                                            |                                            |                                            |

## Evenemang

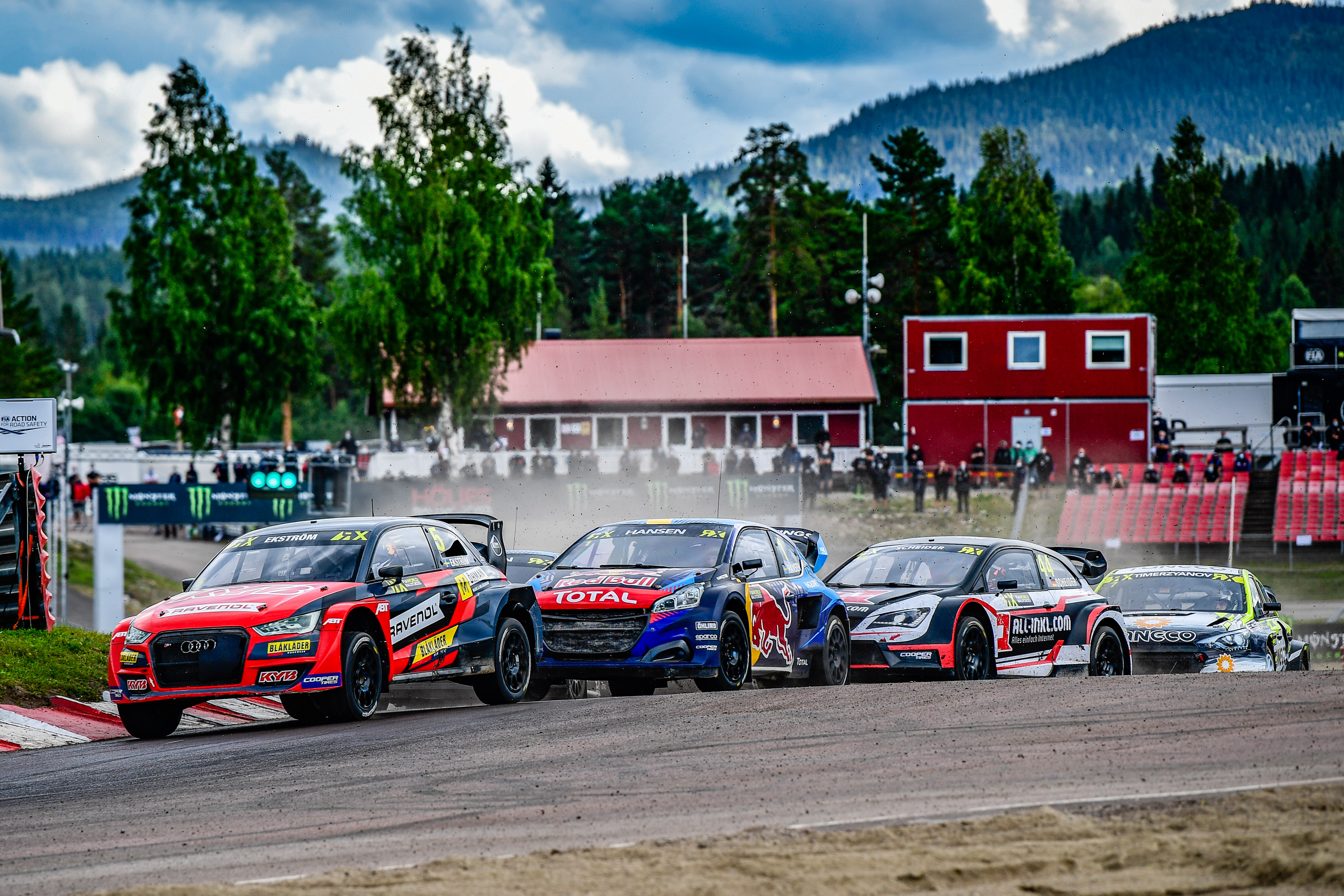
VM-deltävlingen i Höljes 2020

Första helgen i juli varje år arrangeras den svenska deltävlingen i rallycross-VM i Höljes, med stora publiksiffror. Höljes, med sina cirka 80 invånare (2015 var siffran 79), växer just denna helg till Värmlands näst mest befolkade ort. Över 35 000 personer brukar denna helg besöka Höljes och följa VM-arrangemanget på plats.
Vid 2015 års tävlingar slogs nytt publikrekord, med 39 800 besökare. År 2017 var det nytt rekord, med 45 000 besökare. År 2018 var det återigen nytt publikrekord, med 51 600 besökare.